# اوزرینیچی
شهر اوزرینیچی (به روسی: Озринићи) در کشور مونته‌نگرو واقع شده‌است. جمعیت این شهر ۲٫۰۶۲ نفر  است.